# Cannes police criminelle
Production
Diffusion
Cannes police criminelle (Cannes Confidential) est une série télévisée internationale créée par Patrick Nebout et Chris Murray, et diffusée aux États-Unis à partir du 26 juin 2023 sur Acorn TV (en) et en France à partir du 9 octobre 2023 sur TF1.
Cette fiction policière, réalisée dans la veine de la série britannique Amicalement vôtre avec Roger Moore et Tony Curtis et du film La Main au collet d'Alfred Hitchcock avec Cary Grant et Grace Kelly, est coproduite par les États-Unis, le Royaume-Uni, la Suède et la France, et destinée entre autres à l'une des chaînes de télévision américaines d'AMC,,. En Suède, la série sera diffusée sur la plateforme Viaplay. En France, la série est acquise par le Groupe TF1.

## Synopsis
À Cannes, les lieutenants Camille Delmasse et Léa Robert reçoivent dans certaines enquêtes l'aide d'un énigmatique gentleman cambrioleur britannique au passé mystérieux.

## Distribution principale

### Police
- Lucie Lucas (VF : elle-même) : lieutenant de police Camille Delmasse
- Tamara Marthe (VF : elle-même) : lieutenant de police Léa Robert, collègue et amie de Camille
- Nancy Tate (VF : Sylvia Bergé) : commissaire Nina Leblanc
- Sammy Lechea (VF : lui-même) : Ramzy Chabat
- Jean-Hugues Anglade (VF : lui-même) : Philippe Delmasse, père de Camille, ancien commissaire

### Entourage
- Jamie Bamber (VF : lui-même) : Harry King, gentleman cambrioleur britannique
- Anna Franziska Jäger : Margaux Delmasse, la sœur de Camille
- Ruth Vega Fernandez : Geneviève Martial, l'avocate de Philippe Delmasse
- Hugo Brunswick : Julien Boire
- Ava Griffith : Emilie King, la fille de Harry
- Loreto Depaty : Emilie à 5 ans
- Éric Savin : Père Placid, moine cistercien

Version française dirigée par Marie Donnio au studio Hiventy, d'après une adaptation des dialogues de David Jacomy.

## Listes des épisodes
Bienvenue à Cannes (Death of a Jester)
- Nicolas Bonnefoi : Vincent Devilly, le « Joker », graffeur
- Sara Mortensen (VF : elle-même) : Delphine Devilly, galeriste
- Vincent Londez (VF : lui-même) : Edouard Pechette
- Jochen Hägele (en) (VF : lui-même) : Luc Verin, homme d'affaires

Coup de poker (Creatures of Habit)
- Arnaud Binard : Maxime Beauregard, directeur du casino
- Sabrina Stella Martello : Natalia Beauregard, l'épouse de Beauregard et propriétaire du casino
- Nagisa Morimoto : Bella Degramo, l'assistante de Beauregard
- Alice Dufour : Roxie Roland

Un petit coin de paradis (A Clear Conscience)
- Jeremy Castor : Darius Vignier, moine et ancien détenu
- Agnès Croutelle : Mme Vignier

Meurtre à l'hôtel (The Deadlier Species)
- Lucie Laffin : Francine Bernard
- Tristan Robin : Leo Duval

La malédiction (Southern Gothic)
- Vincent Nemeth : François Fontaine
- Olivier Croizat : Pascal Fontaine
- Thomas Alden : Georges Fontaine
- Camille Moutawakil : Yanice Delarue, médium

Amour à mort (Love And Let Die)
- Anggun : Céleste Badeaux, actrice
- Keziah Marechaux : Zina Lellouche, blogueuse
- Chloé Hirschman : Éloise Gans

## Production

### Genèse et développement
La série est créée et écrite par le scénariste britannique Chris Murray.
Comme le souligne Tamara Marthe « L'idée est de ne pas montrer les clichés de Cannes mais la vraie vie d'ici ». Jamie Bamber précise : « On montrera le côté paillettes de Cannes mais aussi la partie plus confidentielle, justement comme l'indique le titre ».

### Attribution des rôles
Le premier acteur à avoir été approché est Jamie Bamber, qui a lu le scénario en 2020 et a été directement séduit par le personnage d'Harry, un mystérieux gentleman cambrioleur britannique : « C'est un personnage un petit peu différent des autres que j'ai joués récemment. Il est charmant et insouciant même s'il a un côté criminel. Et il a un sens de l'humour très marqué, assez cinglant. Et c'est aussi sa part de mystère qui m'a attiré ».
Tamara Marthe, qui a eu connaissance du projet en 2021 et a rencontré Jamie Bamber pour passer des essais, a été attirée par l'ambition et la modernité du projet : « Le personnage de Jamie, désinvolte, débarquant toujours de nulle part, qui apporte cette dimension humoristique dans ces enquêtes policières est un parti pris assez rare dans les séries policières françaises ».
Jamie Bamber décrit son mystérieux personnage en ces termes : « On ne sait rien sur son histoire, ni pourquoi il se trouve là. Il essaie d'échapper à quelque chose de son passé compliqué. Harry navigue bien dans tous les milieux de la société cannoise et se trouve dans cette ville comme chez lui, même s'il est étranger ».

### Tournage
Initialement prévu pour 2020 mais repoussé à cause de la pandémie de Covid-19, le tournage de la série se déroule à Cannes et dans sa région (dont l'île Saint-Marguerite, en face de Cannes, à la MJC Picaud (C'Picaud) et le quartier animé de La Bocca) du 17 avril 2022 à fin juillet 2022,.
La série est entièrement tournée en anglais avant d'être doublée en français par les comédiens eux-mêmes, dont Jamie Bamber qui parle un excellent français,. Pour Tamara Marthe, cependant, le tournage en anglais ne coule pas de source, comme elle l'explique au journal Le Parisien : « On va tourner en anglais, donc pour moi c'est beaucoup plus de préparation. Je suis loin d'être bilingue, je travaille avec une coach ».
Le 9 octobre 2023, juste avant la diffusion à la télévision française, Tamara Marthe précise au journal Ouest-France : « On a fait le doublage en français une fois revenus à Paris, après quelques mois écoulés. Ça n'a pas été évident. Forcément, on a la version anglaise du texte qui revient. Il a fallu changer la traduction, notamment les blagues, tout en gardant le sens. Ce qui est difficile aussi en doublage, c'est de recréer toute l'ambiance, cette justesse dans le jeu, sans être dans son personnage, sans être dans les décors, sans être avec ses partenaires »,.
Lucie Lucas avoue à Europe 1 que le tournage en anglais lui a également posé problème : « Pour moi non plus, ça n'a pas été évident. Surtout que les textes ont changé au fur et à mesure qu'on tournait donc il fallait un peu désapprendre certaines choses pour réapprendre des choses approximativement pareilles mais différentes. J'ai passé un peu mes nuits et mes jours à apprendre mes textes et ce n'était pas simple. On avait un coach […] qui ne nous a pas lâché tout du long ».

### Fiche technique
Sauf indication contraire, les informations mentionnées dans cette section peuvent être confirmées par la base de données cinématographiques IMDb,  présente dans la section « Liens externes ».
- Titre français : Cannes police criminelle
- Genre : Policier[3],[4],[6],[11]
- Production : n.c.
- Sociétés de production : AMC Networks, AMC Studios, Acorn Media Enterprises, Acorn TV, TF1 et Skyverse Studios
- Réalisation : Camille Delamarre[2],[12]
- Scénario : Patrick Nebout et Chris Murray[2],[12],[11]
- Musique : Alexandre Azaria
- Décors : Serge Borgel
- Costumes : Alicia Crisp-Jones et Irène Bernaud
- Photographie : Philip Lozano
- Son : Thomas Lascar
- Montage images : Nicolas Trembasiewicz et Yves Beloniak
- Montage son : Hélène Lelardoux et Germain Boulay
- Maquillage : Barbara Krief
- Coiffure : Caroline Bitu
- Pays de production :  États-Unis,  Royaume-Uni,  Suède,  France[2],[3],[12]
- Langue originale : anglais[2],[3],[4],[12]
- Format : couleur
- Nombre de saisons : 1
- Nombre d'épisodes[2],[3],[4] : 6
- Durée : 60 minutes[5]
- Dates de première diffusion : 
  - États-Unis : 26 juin 2023 sur Acorn TV
  - France : 9 octobre 2023 sur TF1[13],[14]

## Accueil

### Audiences et diffusion

#### En France
En France, la série est diffusée les lundis vers 21 h 10 sur TF1 par salve de trois épisodes à partir du 9 octobre 2023.
Avec Cannes police criminelle, TF1 réalise sa pire audience depuis 6 ans : une saison 2 de la série semble très peu probable.
| Épisode              | Diffusion             | Diffusion            | Audience moyenne          | Audience moyenne                       | Audience moyenne         | Audience moyenne | Réf.   |
| Épisode              | Jour                  | Horaire              | Nombre de téléspectateurs | Part de marché (sur les 4 ans et plus) | Part de marché (FRDA-50) | Classement       | Réf.   |
| -------------------- | --------------------- | -------------------- | ------------------------- | -------------------------------------- | ------------------------ | ---------------- | ------ |
| 1                    | Lundi 9 octobre 2023  | 21 h 10 - 22 h 10    | 3 090 000                 | 14,8 %                                 | 15,9 %                   | 2e               | [ 16 ] |
| 2                    | Lundi 9 octobre 2023  | 22 h 10 - 23 h 05    | 2 170 000                 | 12,6 %                                 | 12,2 %                   | 2e               | [ 16 ] |
| 3                    | Lundi 9 octobre 2023  | 23 h 05 - 00 h 00    | 1 300 000                 | 14,8 %                                 | 14,7 %                   | 2e               | [ 16 ] |
| 4                    | Lundi 16 octobre 2023 | 21 h 10 - 22 h 10    | 1 930 000                 | 9 %                                    | 9 %                      | 3e               | [ 17 ] |
| 5                    | Lundi 16 octobre 2023 | 22 h 10 - 23 h 05    | 1 490 000                 | 8,8 %                                  | 9 %                      | 3e               | [ 17 ] |
| 6                    | Lundi 16 octobre 2023 | 23 h 05 - 00 h 00    | 922 000                   | 10,6 %                                 | 11,6 %                   | 3e               | [ 17 ] |
|                      |                       |                      |                           |                                        |                          |                  |        |
| Moyenne de la saison | Moyenne de la saison  | Moyenne de la saison | 1 820 000                 | 11,8 %                                 | 12,1 %                   |                  | [ 18 ] |

- Les plus hauts chiffres d'audience
- Les plus bas chiffres d'audience

### Accueil critique
Fabrice Dupreuilh, du journal Le Point, reproche à la série de manquer son objectif en misant sur une écriture et une mise en scène datée car inspirée de séries télévisées américaines des années 1990 comme Les Dessous de Palm Beach. Mais il retient cependant « l'excellent Jamie Bamber dans le rôle d'un playboy mi-escroc, mi-bienfaiteur, maniant, à l'excès, charme et ironie, pour parvenir à ses fins ».
Julia Baudin, pour TV Magazine, plus nuancée, trouve la série « scolaire, [mais] séduisante ».
Stéphanie Fuzeau, du magazine Télé-Loisirs, souligne que « la série met Cannes en valeur, plaçant ses trois héros sur plusieurs sites emblématiques de la Croisette, dont les paysages sont sublimés par la mise en scène lumineuse. Sexys et badass, les personnages féminins sont à l'honneur, à travers des séquences d'action chorégraphiées et une ambiguïté sensuelle séduisante. Face à elles, Jamie Bamber tire son épingle du jeu dans le rôle du séducteur cabot auquel personne ne résiste. Mais bien que l'on puisse saluer l'ambition du projet, la série craque sous ce joli vernis. S'ils ont énormément travaillé en amont, les acteurs qui se sont doublés eux-mêmes, se sont heurtés à la difficulté de l'exercice ». Et, en effet, les téléspectateurs se plaignent du doublage raté.
Le 10 octobre, Lucie Lucas poste un message sur son compte Instagram pour s'excuser de l'indisponibilité de la version originale de la série policière, mais elle n'a pas un mot sur le « doublage pourri » pointé par les internautes : « Désolée pour celles et ceux qui ont essayé de regarder la série en VO en direct hier soir sans y parvenir… On ne sait pas ce qu'il s'est passé mais on fait tout pour qu'elle soit disponible lundi prochain. »,,.
Le Parisien donne une seule étoile à la série, estimant que les intrigues sont brouillonnes et que les jeux de comédiens manquent de naturel.